# خسارة وضرر

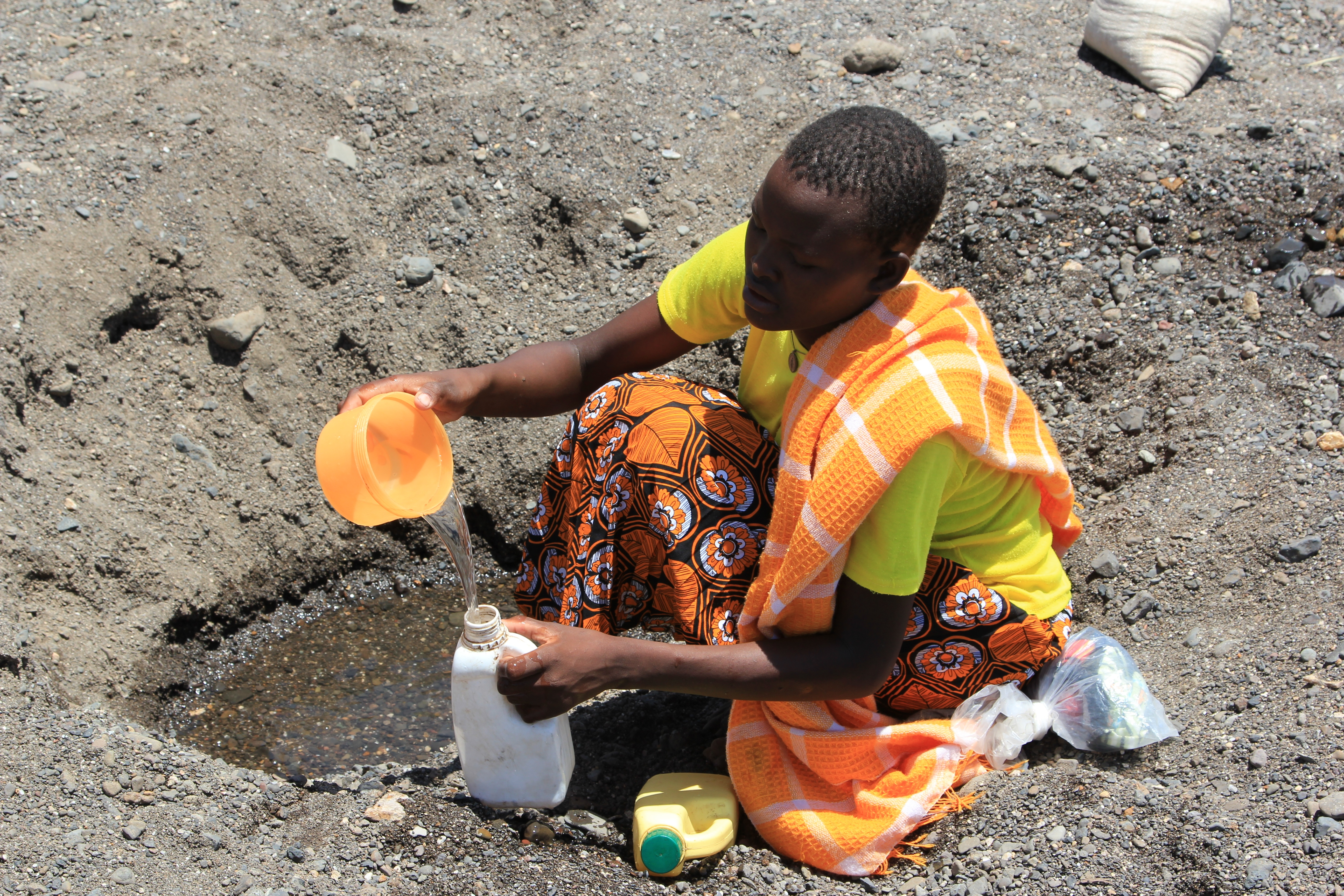

يُشير مصطلح خسارة وضرر (بالإنجليزية: Loss and damage)‏، إلى آثار الضغوطات المرتبطة بالمناخ التي تحدث على الرغم من الجهود المبذولة للحد من انبعاثات غازات الدفيئة والتكيف مع التغيرات المناخية. ويمكن أن تنجم الخسائر والأضرار عن أحداث مفاجئة (مثل كوارث مناخية، كالأعاصير)، فضلا عن عمليات بطيئة الظهور (مثل ارتفاع مستوى سطح البحر). ويمكن أن تحدث الخسائر والأضرار في النظم البشرية (مثل سبل كسب العيش)، فضلاً عن النظم الطبيعية (مثل التنوع البيولوجي). وفي نطاق الخسائر والأضرار التي تلحق بالنظم البشرية، يميز بين الخسائر الاقتصادية والخسائر غير الاقتصادية. والفرق الرئيسي بين الاثنين هو أن الخسائر غير الاقتصادية تنطوي على أشياء لا تتداول عادة في الأسواق.
في الاجتماع الثامن عشر لمؤتمر الأطراف في اتفاقية الأمم المتحدة الإطارية بشأن تغير المناخ الذي عقد في الدوحة في قطر في عام 2012، استغرق الأمر 36 ساعة من المفاوضات بين 195 دولة للتوصل إلى خطة لمعالجة الخسائر والأضرار المرتبطة بالآثار السلبية لتغير المناخ، ولا سيما في البلدان الأكثر ضعفا في تغير المناخ. وأطلقت مبادرة «الخسائر والتلف في البلدان الضعيفة» موقعاً جديداً على شبكة الإنترنت في المؤتمر. ووصف هدفه بأنه «أول موقع مخصص للأخبار والموارد والرأي بشأن مسألة الخسائر والأضرار المرتبطة بالآثار السلبية لتغير المناخ». وتشمل الأمثلة على أنواع الخسائر والأضرار المزارعين الذين لم يعد بإمكانهم زراعة المحاصيل لتناول الطعام أو العشب لإطعام الماشية لأن أراضيهم أصبحت مالحة جدا والصيادين الذين فقدوا سبل عيشهم لأن الأنهار قد جفت.

## روابط خارجية
- مبادرة الخسارة والتلف في البلدان الضعيفة
- UN climate talks extend Kyoto Protocol, promise compensation, بي بي سي نيوز، 8 ديسمبر 201]